# Katarzyna Cynke
Katarzyna Cynke (ur. 11 marca 1982 w Warszawie) – polska aktorka teatralna i filmowa.

## Życiorys
Absolwentka XLI Liceum Ogólnokształcącego im. Joachima Lelewela w Warszawie. W 2005 roku ukończyła studia w Państwowej Wyższej Szkole Filmowej, Telewizyjnej i Teatralnej im. Leona Schillera w Łodzi. Występowała w Teatrze Nowym im. Kazimierza Dejmka w Łodzi, działa tam na tzw. „Scenie Młodych”. Jest aktorką Teatru im. Stefana Jaracza w Łodzi.
Jest laureatką II nagrody za rolę Marii w przedstawieniu pod tytułem 4 x Woyzeck, otrzymanej podczas XXIII Festiwalu Szkół Teatralnych w Łodzi (2005).
Zamężna z aktorem Michałem Filipiakiem.

## Filmografia
- 1997: Wielki mag (spektakl telewizyjny) - Beatrycze
- 2002: Yin i Yang (etiuda szkolna) - Yin
- 2002: Cień teściowej (etiuda szkolna) - młoda żona
- 2003: Wysłannicy Gai - koleżanka Gai
- 2003: Tabula Rasa (etiuda szkolna) - dziwaczka
- 2003: Sandra (etiuda szkolna) - tancerka
- 2003: Piknik (etiuda szkolna) - Melania
- 2003-2005: Sprawa na dziś - Aneta, asystentka Henryka Wyrzykowskiego
- 2004: Spam (film) - Monika
- 2004: Roomservice (etiuda szkolna) - Magda, dziewczyna Marcina
- 2004: Moje miejsce (etiuda szkolna) - dziewczyna w pociągu
- 2005: Tak miało być - Alicja (odc. 6, 10)
- 2005: Pensjonat pod Różą - Mirka (odc. 68-69)
- 2005: Parę osób, mały czas - Ludmiła
- 2006: Oficerowie - podkomisarz Alicja Szymczyszyn (odc. 1-8, 10-13)
- 2006: Fałszerze. Powrót Sfory - Ala, partnerka Kruka (odc. 1, 5-8, 10, 12)
- 2007: Spowiedź (etiuda szkolna) - spowiedniczka
- 2008: Trzeci oficer - komisarz Alicja Szymczyszyn (odc. 1-8, 10-13)
- 2008-2009: Teraz albo nigdy! - Aneta Daniluk, przyjaciółka Michała
- 2008: Niezawodny system - młoda Maria
- 2009: Na dobre i na złe - Ewa (odc. 371)
- 2009: Hel (film) - terapeutka Magda
- 2009: Dom zły - Maria Lisowska / Grażyna, żona Środonia
- 2010: Hotel 52 - Majka, przyjaciółka Agaty (odc. 24)
- 2011: Pokaż kotku co masz w środku - Aneta
- 2011: Komisarz Alex - Klaudia Puchała, żona Ryszarda (odc. 7)
- 2012: Prawo Agaty - pielęgniarka Małgorzata Pawłowska (odc. 15)
- 2012: Komisarz Alex - Klaudia Puchała, żona Ryszarda (odc. 14)
- 2012: Być jak Kazimierz Deyna - pielęgniarka
- 2013: Komisarz Alex - Klaudia Puchała, żona Ryszarda (odc. 70, 74)
- 2015: O mnie się nie martw - bibliotekarka Grażyna (odc. 20)
- 2015: Komisarz Alex - Klaudia Puchała, żona Ryszarda (odc. 81-86, 91)
- 2015: Chemia (film) - kobieta
- 2016: Zaćma (film) - zakonnica w jadalni
- 2016: Dolce vita (spektakl telewizyjny) - pielęgniarka
- 2017: Ultraviolet - Grażyna Molak, żona Tomka (odc. 1-2, 4-5, 8, 10)
- 2017: Sztuka kochania - Bożena, urzędniczka Wydziału Kultury CK PZPR
- 2017: Niania w wielkim mieście - Celina Olsza, niania w agencji (odc. 1-2, 4-5, 8-12)
- 2017: Listy do M. 3 - klientka Jadzi
- 2017: Komisarz Alex - Klaudia Puchała, żona Ryszarda (odc. 109)
- 2018: Zabawa, zabawa - pielęgniarka Hanka
- 2018: Pod powierzchnią - matka Bola (odc. 1)
- 2018: Na dobre i na złe - Anna (odc. 695)
- 2018: Komisarz Alex - Klaudia Puchała, żona Ryszarda (odc. 131)
- 2019: Szóstka (serial telewizyjny) - Elka (odc. 1, 3)
- 2019: Ikar. Legenda Mietka Kosza - siostra Klara, nauczycielka muzyki w Laskach
- 2019: Całe szczęście - żona Gugulaka
- 2020: Sweat (film) - Marieta
- 2020: Osiecka (serial telewizyjny) - pani Rysia, opiekunka Agaty (odc. 10)
- 2020: 25 lat niewinności. Sprawa Tomka Komendy - żona Pyziora
- 2021: Ojciec Mateusz - Teresa Smoczyńska (odc. 318)
- 2021: Jakoś to będzie - Marta, dziewczyna Jacka
- 2021: Dawid i elfy - mama Sebka
- 2023: Belfer (serial telewizyjny) - pracownica zakładu pogrzebowego (odc. 4)
- 2025: Barwy szczęścia - Brygida

## Role teatralne
- Idioci (2019), Teatr Jaracza w Łodzi
- 50 słów (2018), reż. Waldemar Zawodziński, Teatr (FKM) AOIA w Łodzi
- Sonia – Swidrygajłow, F. Dostojewskiego, reż. J. Gajos, Teatr Studyjny PWSFTviT Łódź
- Maria – 4 x Woyzeck G. Buchnera, reż. W. Zawodziński, Teatr Studyjny PWSFTviT Łódź
- Małgorzata – Mistrz i Małgorzata M. Bułhakowa, reż. A.M. Marczewski, Teatr Nowy w Łodzi
- Anna – Bliżej P. Marbera, reż. K. Szymczyk-Majchrzak, Teatr Nowy w Łodzi
- Matka Boska – Nieprzyjaciel J. Greena, reż. J. Bratkowski, Teatr Nowy w Łodzi
- Haneczka – Kac M. Walczaka, reż. M. Walczak, Teatr Nowy w Łodzi, Teatr im. S. Jaracza w Łodzi
- Panna Forsythe – Śmierć komiwojażera A. Millera, reż. J. Orłowski
- Konstancja Weber – Amadeus P. Shaffera, reż. W. Zawodziński
- Mercy Lewis – Czarownice z Salem A. Millera, reż. R. Brzyk
- Katarzyna – Poskromienie złośnicy W. Shakespeare'a, opieka artystyczna W. Zawodziński
- Glenna – Edmund D. Mameta, reż. Z. Brzoza
- Abby – Zszywanie A. Neilsona, reż. M. Bogajewska
- Catherine – Pamięć woddy S. Stephenson, reż. B. Tosza
- Inger – Słowo K. Munka, reż. Mariusz Grzegorzek
- Manuela – Jajo węża I. Bergmana, reż. M. Bogajewska
- Mama – Iwona, księżniczka Burgunda, reż. A. Duda-Gracz
- Panna Mania – Ich czworo G. Zapolskiej, reż. M. Bogajewska
- Ludmiła – Wassa Żeleznowa M. Gorkiego, reż. L. Frankiewicz
- Bettina Wolf – Z miłości Peter Turrini, reż. W. Zawodziński
- Śnieżynka, Dziewczyna bez serca – Królowa Śniegu Hansa Christiana Andersena, reż. J. Niesobska